# 古迪洛克行星
古迪洛克行星（英語：Goldilocks Planets）是軌道位於恆星適居帶的行星，經常用來特別指與地球近似的行星。 這名字來自罗伯特·骚塞的童話故事《金髮女孩與三隻熊》（Goldilocks and the Three Bears），故事裡的金髮小女孩古迪洛克（Goldilocks，又譯葛蒂洛或歌蒂拉）來到三隻熊的住家，那裡所有東西都有三種尺寸，小女孩排除當中太過極端的（太大或太小、太冷或太熱等），最後選了最“恰當”的一組東西—燕麥糊、椅子和床。同樣地，一顆符合古迪洛克原理的行星，距離其母星不要太遠也不要太近，使液態水可以在表面存在，人類所理解的生命可以生存。然而，位於適居帶的行星不一定適合生命存在，例如氣態巨行星也可能會被稱為古迪洛克行星。古迪洛克行星最好的例子是地球本身。

## 外部連結
- Seager, Sara. . arXiv.   [2010-03-31].
- . Science@NASA. February 20, 2009  [2010-03-31]. （原始内容存档于2010-03-16）.
- Simmons;  et al.  (PDF). New Worlds.   [2010-03-31]. （原始内容 (PDF)存档于2021-04-28）.
- Cockell;  et al.  (PDF). Springerlink: 435–461. 2009. doi:10.1007/s10686-008-9121-x. |volume=被忽略 (帮助)[]
- Atkinson, Nancy. . Universe Today. March 19, 2009  [2010-03-31]. （原始内容存档于2009-03-27）. [dead link]
- . SIM PlanetQuest.   [2010-03-31]. （原始内容存档于2010-12-19）.